# Капрая и Лимите
Капра̀я и Лѝмите (на италиански: Capraia e Limite) е община в централна Италия, провинция Флоренция, регион Тоскана. Разположна е на 28 m надморска височина. Населението на общината е 7268 души (към 31 декември 2010 г.).
Общината се състои от две независими селища, Капрая Фиорентина (Capraia Fiorentina) и Лимите Сул'Арно (Limite sull'Arno).